# Попгригорово
Попгригорово (болг. Попгригорово) — село в Болгарии. Находится в Добричской области, входит в общину Добричка. Население составляет 153 человека.

## Политическая ситуация
Попгригорово подчиняется непосредственно общине и не имеет своего кмета.
Кмет (мэр) общины Добричка — Петко Йорданов Петков (Болгарская социалистическая партия (БСП)) по результатам выборов в правление общины.